# Ferrovia succursale dei Giovi
La ferrovia succursale dei Giovi è una linea ferroviaria che congiunge Tortona a Genova.

## Storia
La costruzione della ferrovia fu decisa per integrare la tratta di valico della linea Torino-Genova, inaugurata nel 1853, caratterizzata da notevoli pendenze e percorsa da un intenso traffico merci (la linea dava accesso al porto di Genova da Piemonte, Lombardia ed Emilia).
La prima tratta della "succursale", da Ronco a Sampierdarena, fu inserita nelle linee finanziate nel 1879 dalla legge Baccarini. La tratta sostituiva la parte più acclive della vecchia linea, risalendo la Val Polcevera con un tracciato posto lungo i fianchi della montagna, e valicando il crinale appenninico con la nuova galleria di Ronco, lunga più di 8 km.
Il 1º ottobre 1916 fu attivata la seconda tratta, da Tortona ad Arquata, che consentiva ai treni passeggeri da e per Milano di evitare il più lungo tragitto via Novi Ligure; i treni merci continuarono invece a transitare da questa località, dove era sito un importante scalo di smistamento (Novi San Bovo).
L'ultima tratta della "succursale", da Arquata a Ronco, fu attivata nel 1922, relegando così la vecchia linea ad un'importanza locale. Il 27 maggio 1962 fu attivata una variante (cosiddetta "via Granarolo", comprendente l'omonima galleria) che permette ai treni provenienti dalla "succursale" di raggiungere la stazione di Genova Piazza Principe evitando il transito per la stazione di Sampierdarena.
Nei primi anni 1990 è stato proposto di riservare la linea storica ai soli treni diretti verso Genova e la "succursale", meno acclive, ai treni in salita verso la pianura padana. Tale progetto non si è però concretizzato, anche per la difficoltà di mantenere il traffico locale nei due sensi sulla vecchia linea.
| Tratta                        | Inaugurazione   |
| ----------------------------- | --------------- |
| Ronco Scrivia-Sampierdarena   | 15 aprile 1889  |
| Tortona-Arquata Scrivia       | 1º ottobre 1916 |
| Arquata Scrivia-Ronco Scrivia | 1º giugno 1922  |

## Caratteristiche
|  | Unknown route-map component "STR+l" | Unknown route-map component "CONTfq" |

| Station on track |

| Unknown route-map component "CONTgq" | Unknown route-map component "ABZgr" |  |

| Unknown route-map component "eBHF" |

| Unknown route-map component "eBHF" |

| Non-passenger station/depot on track |

| Unknown route-map component "eBHF" |

| Unknown route-map component "SKRZ-Ao" |

| Unknown route-map component "d" | Unknown route-map component "WCONTgq" | Small bridge over water | Unknown route-map component "dWASSERq" | Unknown route-map component "vWASSER+r-" |

| Unknown route-map component "d" | Unknown route-map component "CONTgq" | Unknown route-map component "ABZg+r" | Unknown route-map component "d" | Unknown route-map component "vWSHI2l-" |

|  | Unknown route-map component "d" | Station on track | Unknown route-map component "d" | Unknown route-map component "v-WASSER" |

| 24+511 |
| 10+484 |

|  | Unknown route-map component "d" | Non-passenger station/depot on track |  | Unknown route-map component "dWASSER" |

|  | Unknown route-map component "d" | Unknown route-map component "KRWgl" | Unknown route-map component "KRW+r" | Unknown route-map component "dWASSER" |

|  | Unknown route-map component "d" | Unknown route-map component "tSTRa" | Unknown route-map component "LSTR" | Unknown route-map component "dWASSER" |

|  | Unknown route-map component "d" | Unknown route-map component "tSTR" + Unknown route-map component "GRZq" | Unknown route-map component "LSTR" | Unknown route-map component "dWASSER" |

|  | Unknown route-map component "d" | Unknown route-map component "tSTRe" | Unknown route-map component "LSTR" | Unknown route-map component "dWASSER" |

|  | Unknown route-map component "d" | Straight track + Unknown route-map component "BS2c2" | Unknown route-map component "BS2r" | Unknown route-map component "dWASSER" |

| Unknown route-map component "cd" | Unknown route-map component "v-WASSER+l" | Unknown route-map component "vWBRÜCKE1" | Unknown route-map component "dWASSERq" | Unknown route-map component "cd" + Water straight and to right |

|  | Unknown route-map component "dWASSER" | Unknown route-map component "vSTR" + Unknown route-map component "v-SHI4l" | Unknown route-map component "v-SHI4+r" |

| Unknown route-map component "d" | Unknown route-map component "v-WASSERl" | Unknown route-map component "vWBRÜCKE1" | Unknown route-map component "vWASSER+r-" + Unknown route-map component "v-STR" |

|  | Unknown route-map component "d" | Unknown route-map component "vBHF" | Unknown route-map component "dWASSER" | Unknown route-map component "dSTR" |

| 0+000  |
| 22+044 |

|  | Unknown route-map component "tv-STRa" | Unknown route-map component "dABZg+l" | Unknown route-map component "dWBRÜCKEq" | Unknown route-map component "dSTRr" |

|  | Unknown route-map component "d" | Unknown route-map component "tvSTR-" + Unknown route-map component "v-SHI4l" | Unknown route-map component "v-SHI4+r" |

|  | Unknown route-map component "tv-STRe" |  | Unknown route-map component "dLSTR" |

|  | Unknown route-map component "d" | Non-passenger station/depot on track | Unknown route-map component "d" | Unknown route-map component "LSTR" |

| Unknown route-map component "d" |  | Small bridge over water | Unknown route-map component "d" | Unknown route-map component "LSTR" |

|  | Unknown route-map component "d" | Non-passenger station/depot on track | Unknown route-map component "d" | Unknown route-map component "LSTR" |

| Unknown route-map component "d" | Unknown route-map component "exLCONTgq" | Unknown route-map component "eABZg+Lr" | Unknown route-map component "d" | Unknown route-map component "LSTR" |

|  | Unknown route-map component "d" | Non-passenger station/depot on track | Unknown route-map component "d" | Unknown route-map component "LSTR" |

|  | Unknown route-map component "d" | Unknown route-map component "ABZgl" | Unknown route-map component "dCONTfq" | Unknown route-map component "LSTR" |

|  | Unknown route-map component "d" | Unknown route-map component "ABZgl" | Unknown route-map component "dCONTfq" | Unknown route-map component "LSTR" |

| Unknown route-map component "d" | Unknown route-map component "CONTgq" | Unknown route-map component "ABZg+r" | Unknown route-map component "d" | Unknown route-map component "LSTR" |

| Unknown route-map component "d" |  | Small bridge over water | Unknown route-map component "dBS2c2" | Unknown route-map component "BS2r" |

|  | Unknown route-map component "KRWg+l" | Unknown route-map component "KRWr" |

| Unknown route-map component "SPLa" |

| Unknown route-map component "ldCONTf@G" | Unknown route-map component "ldCONTf@G" |

La linea attraversa la Val Polcevera correndo parallela e poco discosta dalla linea originaria, ma è più veloce perché, sfruttando opere d’arte notevoli (gallerie e ponti) presenta minori problemi di pendenze e dunque di trazione.

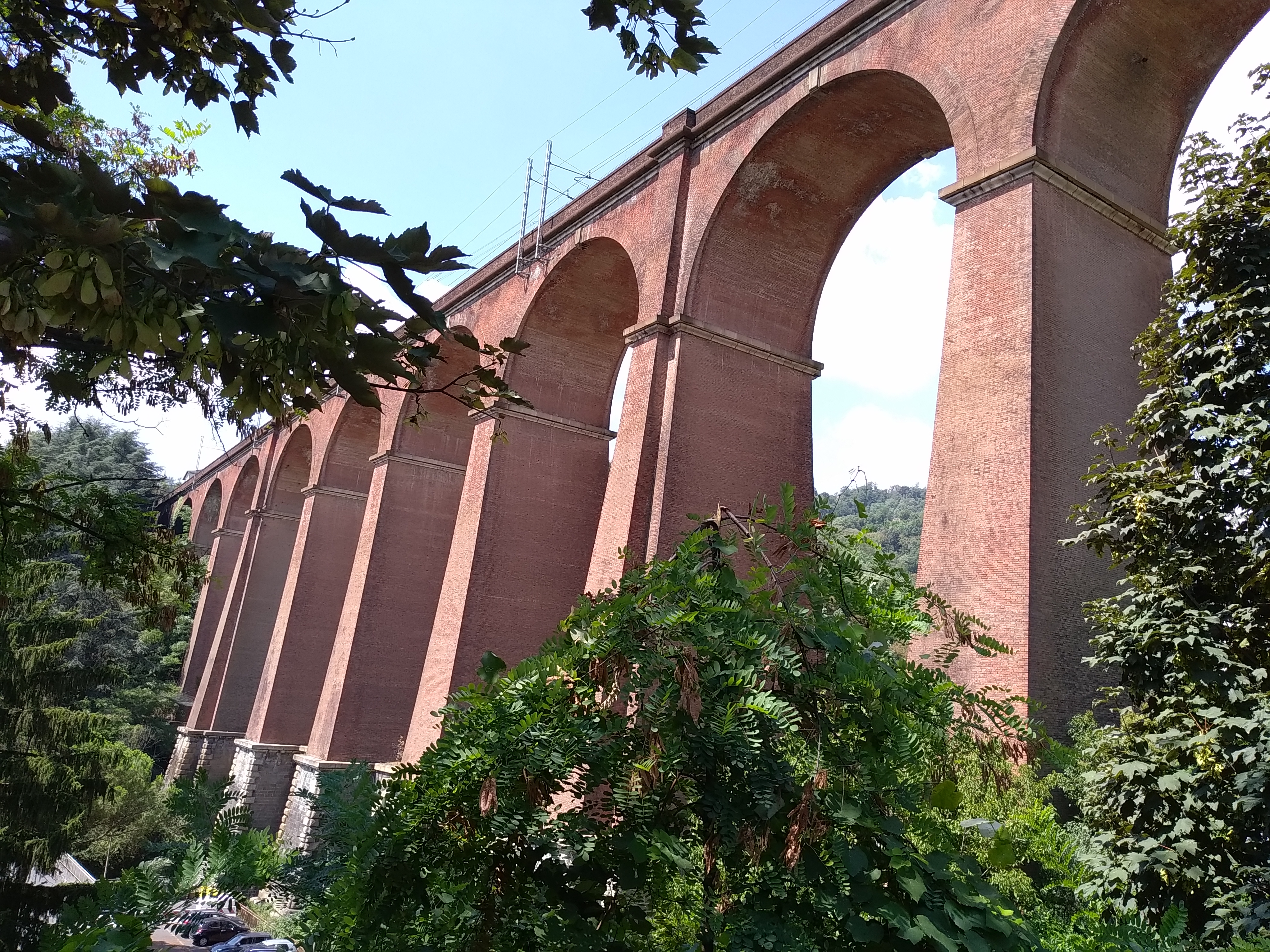
Ponte della ferrovia succursale dei Giovi nei pressi di Campomorone

Il primo tronco attivato della Succursale dei Giovi è quello da Ronco Scrivia al Quadrivio Torbella (Rivarolo) dove si congiunge alla lenta; non ci sono stazioni tra Sampierdarena e Ronco Scrivia, tranne quella di Mignanego in località Ponterosso), che tuttavia dal 2015 non è più servita da traffico passeggeri e declassata a posto di movimento. 
Poco tempo dopo venne realizzato anche l'ulteriore lotto da Ronco Scrivia ad Arquata Scrivia, dove si diramano le linee per Milano via Tortona e quella per Torino via Alessandria.
La linea ha un raggio di curvatura di 600 metri ed una pendenza del 17‰  ancora elevata, ma  molto minore rispetto alla vecchia linea, che ha una pendenza del 35‰ e rispetto alla quale è meno tortuosa. 
La linea è utilizzata anche per il trasporto merci ma con limitazioni nella velocità, lunghezza e tipo di treni.
L'apertura nel 1962 della galleria Granarolo che collega la stazione di Genova Piazza Principe con la linea succursale dei Giovi permette ai treni transitanti sulla Succursale di evitare il nodo di Sampierdarena, creando dunque un itinerario Genova-Torino (Genova-Milano) completamente alternativo tra linea lenta e linea succursale collegandosi alla linea succursale al bivio Fegino.